# Шварцман, Альфред
Карл Альфред Маркус Шварцман (нем. Karl Alfred Markus Schwarzmann ; 22 марта 1912, Фюрт, Королевство Бавария — 11 марта 2000, Гослар, Нижняя Саксония) — немецкий гимнаст, трёхкратный олимпийский чемпион 1936 года, обладатель шести олимпийских наград. Участник Второй мировой войны, офицер воздушно-десантных сил вермахта, кавалер Рыцарского креста Железного креста.

## Биография
Вступил в ряды вермахта 1 апреля 1935 года, подписав контракт на 12 лет службы. 1 мая этого же года выбран в состав гимнастической сборной Германии для участия в Олимпийских играх 1936 года. На Олимпийских играх выиграл три золотые и две бронзовые награды, став олимпийским чемпионом в абсолютном первенстве, в составе сборной Германии в командных соревнованиях, а также в опорном прыжке. После завершения Игр работал инструктором в спортивной школе.
В 1939 году переведен в парашютные войска, в 1940 году получает звание старшего лейтенанта. 10 мая 1940 года в составе парашютного подразделения (нем. 8./Fallschirmjäger-Regiment 1) высаживается в Голландии и принимает участие в жесточайших боях за побережье. Тяжело раненный в лёгкое, обнаружен голландскими солдатами в районе города Дордрехта. Сохранил жизнь благодаря голландскому конькобежцу Симону (Симу) Хайдену (Simon (Siem) Heiden, 1905—1993, участник зимних Олимпийских игр 1928 года, рекордсмен мира), который узнал в раненом офицере трёхкратного олимпийского чемпиона. 29 мая 1940 года Альфред Шварцман получает Рыцарский крест Железного креста.
Позже принимает участие в Критской операции, в 1942 году получает звание капитана. В период с сентября 1941 года по июнь 1942 год воюет на Восточном фронте на территории СССР под Ленинградом в районе Невы (Невский пятачок) и в районе Волхова.
15 марта 1943 года возглавляет штаб 7-й воздушной дивизии, позже Первой парашютной дивизии. К концу войны ложится в госпиталь по причине рецидива последствий ранения. 20 апреля 1945 года получает звание майора. 9 мая 1945 года пленён британцами, освобожден из плена 29 октября 1945 года.
Продолжал тренировки и в 1952 году в 40-летнем возрасте выиграл серебряную олимпийскую награду на Играх в Хельсинки. По завершении спортивной карьеры работал преподавателем. Скончался в марте 2000 года. Его дочь Хельма — тренер по вольтижировке.